# رودريغو بيمبي
رودريغو بيمبي (بالبرتغالية: Rodrigo Pimpão) (23 أكتوبر 1987 في كوريتيبا في البرازيل – )؛ هو لاعب كرة قدم سابق كان يلعب كمهاجم.

## وصلات خارجية
- رودريغو بيمبي على موقع رابطة كرة القدم اليابانية للمحترفين (اليابانية)
- رودريغو بيمبي على موقع دوري كوريا الجنوبية (الإنجليزية)
- رودريغو بيمبي على موقع قاعدة بيانات كرة القدم.إي يو (الإنجليزية)
- رودريغو بيمبي على موقع Soccerway.com (الإنجليزية)
- رودريغو بيمبي على موقع عالم كرة القدم.نت (الإنجليزية)